# 內容分析法
內容分析法（content analysis）。運用於18世紀的瑞典，自1930年隨著宣傳分析和傳播研究的發展而興起。
此方法最先被用在報紙內容分析研究，隨著研究方法的成熟，和電腦科技與統計軟體的進步，已被廣泛的運用在傳播學和其他社會學科，並成為了重要的研究方法之一。
根據Bowers提出內容分析法的定義，不是針對內心是否客觀而且有系統或量化，而是內容分析的價值，即是傳播內容利用系統客觀和量化方式加以歸類統計，並根據這些類別的數字作敘述性的解釋。
透過量化的技巧和質的分析，以客觀和系統的態度對文件內容進行研究和分析，分析傳播內容中各種語言和特性，不僅分析傳播內容的訊息，而且分析傳播內容對於整個傳播過程所發生的影響，藉以推論產生該項內容的環境背景和意義的一種研究。

## 內容分析法的步驟
1. 形成問題或假設︰切忌漫無目的為研究內容計算次數，分析要在研究進行前，才不會徒勞無功。
2. 界定母群體︰明確規劃內容主體的界線，賦予母群體設定的操作定義。
3. 抽取樣本︰抽取樣本為研究對象，掌握母群體特性，才會有代表性。
4. 界定分析單位︰隨類目不同而有差異，內容分析常包含許多特性，所以必須容納不同分析單位。
5. 建構類目︰內容分析的核心工作，類目厘定清楚，應該保持互斥、詳盡、信度高等原則。
6. 建立量化系統︰內容分析是定量分析，量化系統的建立為必要。
7. 執行預測建立信度︰建立信度之前必須施行預測，檢視類目定義是否清楚明確。
8. 依照定義將內容編碼︰將分析單位規劃到類目就是編碼，依照類目和分析單位的定義。編碼者依照類目和分析單位判讀內容，必須設計標準編碼表，制定統一量尺，才能堅守標準。
9. 分析資料︰依量化方式，設定處理方法，辨別描述性統計和推論統計的適用性。
10. 結論解釋︰驗證變項之間關聯性的假設，闡述與推論這些假設。

## 內容分析法的優缺點

### 內容分析法的優點
1. 非親身訪談法技術︰研究人製造出的傳播內容，和推敲傳播內容的問題，不直接觀察人的行為，或是要訪問他們。因此，測量時不會受到測量行動本身的干擾，被觀察的內容不會察覺被觀察，因此反應不會不穩定。
2. 經濟效益︰內容分析不貴，學生也能負擔。

### 內容分析法的缺點
1. 字裡行間的涵義難以捉摸，形成編碼困難，意義可能有多種，可能存在多於一種模型解釋同一概念。
2. 不能作為唯一推論的資料，須配合其他資料才能做定論。
3. 對於尚未出現的議題，缺乏研究的相關資料難以達到現成資料的內涵。
4. 不能体现用户的主观感知

## 內容分析法的限制
1. 研究範圍的數量選取的是比較樣本，而有限的樣本要推往無限有困難，容易參雜個人意見。
2. 類目和分析單位是無法普遍窮盡，並且這些意義彰顯都是主觀的。

## 参看
- 定性研究
- MAXQDA内容分析软件

## 延伸閱讀
- Graneheim, Ulla Hällgren, and Lundman, Berit (2004). Qualitative content analysis in nursing research: concepts, procedures and measures to achieve trustworthiness. Nurse Education Today, 24(2), 105-112.
- Budge, Ian (ed.) (2001). Mapping Policy Preferences. Estimates for Parties, Electors and Governments 1945-1998. Oxford, UK: Oxford University Press. ISBN 978-0199244003.
- Krippendorff, Klaus, and Bock, Mary Angela (eds) (2008). The Content Analysis Reader. Thousand Oaks, CA: Sage. ISBN 978-1412949668.
- Roberts, Carl W. (ed.) (1997). Text Analysis for the Social Sciences: Methods for Drawing Inferences from Texts and Transcripts. Mahwah, NJ: Lawrence Erlbaum. ISBN 978-0805817348.
- Wimmer, Roger D. and Dominick, Joseph R. (2005). Mass Media Research: An Introduction, 8th ed. Belmont, CA: Wadsworth. ISBN 978-0534647186.

## 外部連結
- https://web.archive.org/web/20130524084739/http://www.yoshikoder.org/downloads.html: an open source content analysis program
- https://web.archive.org/web/20130719064021/http://academic.csuohio.edu/kneuendorf/content/ Web site of the Content Analysis Guidebook Online, provides some CATA software for free download, list of archives, bibliographies and other important sources
- https://web.archive.org/web/20050905094958/http://www.impact-media.co.uk/  Contains a general introduction to media analysis and media profile measurement including an outline of the differences between open and prescriptive analysis